# روژه ریویر
روژه ریویر (فرانسوی: Roger Rivière‎; زاده ۲۳ فوریهٔ ۱۹۳۶ – درگذشته ۱ آوریل ۱۹۷۶) دوچرخه‌سوار اهل فرانسه بود.
از باشگاه‌هایی که در آن رکاب زده‌است می‌توان به تیم دوچرخه‌سواری سن-رافائل، و تیم دوچرخه‌سواری سن-رافائل، اشاره کرد.